# Atratinus
Atratinus var ett cognomen som bars av en patricisk gren av släkten Sempronius under romerska republiken. Det förekom även  inom släkten Asinius under romerska kejsartiden.

## Kända bärare
- Aulus Sempronius Atratinus (konsul 497 f.Kr.), romersk politiker, konsul 497 och 491 f.Kr.
- Aulus Sempronius Atratinus (tribun 444 f.Kr.), romersk politiker, konsulartribun 444 f.Kr.
- Aulus Sempronius Atratinus (tribun 425 f.Kr.), romersk politiker, konsulartribun 425, 420 och 416 f.Kr.
- Gaius Sempronius Atratinus, romersk politiker, konsul 423 f.Kr.
- Lucius Sempronius Atratinus (konsul 444 f.Kr.), romersk politiker
- Lucius Sempronius Atratinus (konsul 34 f.Kr.), romersk politiker
- Marcus Asinius Atratinus, romersk politiker, konsul 89 e.Kr.